# حبيل المسجد (ردفان)

تعديل مصدري - تعديل

حبيل المسجد هي إحدى قرى عزلة الحبيلين بمديرية ردفان التابعة لمحافظة لحج، بلغ تعداد سكانها 43 نسمة حسب تعداد اليمن لعام 2004.